# (37701) 1996 AR8
1996 AR8 (asteroide 37701) é um asteroide da cintura principal. Possui uma excentricidade de 0.09474600 e uma inclinação de 7.90325º.
Este asteroide foi descoberto no dia 13 de janeiro de 1996 por Spacewatch em Kitt Peak.